# Gs alfa podjednotka
Gs alfa podjednotka (Gas, Gsa nebo Gs protein) je heterotrimerická  podjednotka G proteinu, která aktivuje cAMP-dependentní cestu po aktivaci adenylátcyklázy. Spadá do jedné ze tří hlavních rodin G-proteinů: Gai/Gao, Gaq, a Gαs . Jako mnemotechnická pomůcka pro zapamatování této podjednotky se užívá (Gas = Adenylate Cyklázy stimulator).

## Receptory
Receptory spřažené s G proteinem, které se na podjedotku vážou:
- 5-HT receptory, typy 5-HT4 a 5-HT7
- ACTH receptor .k.a. MC2R
- Adenosin receptory typů A2a a S. 2b
- Arginin vasopresin receptor 2
- β-adrenergní receptory, typy β1, β2 a β3
- Kalcitonin receptory
- Kalcitonin gene-related peptid receptor
- Kortikotropin-uvolňující hormon receptor
- Dopaminové receptory D1-jako rodina (D1 a D5)
- FSH-receptor
- Žaludeční inhibiční polypeptid receptor
- Receptor glukagon
- Růst hormon-uvolňující hormon receptor
- Histamin H2 receptorů
- Luteinizační hormon/receptor choriogonadotropinu
- Melanokortinový receptor: MC1R, MC2R (.k.a. ACTH receptor), MC3R, MC4R, MC5R
- Parathormon receptor 1
- Prostaglandinových receptorů typy D2 a jsem2
- Sekretin receptor
- Thyrotropin receptor
- Trace amine-associated receptor 1

## Funkce
Gs aktivuje  adenylátcyklázu, která  produkuje cAMP, jenž aktivuje cAMP-dependentní protein kinázu. cAMP aktivuje proteinkinázu A, která fosforyluje kanály, postsynaptické proteiny atp. cAMP je inaktivováno fosfodiesterázami. Napomáhá tedy v signální transdukci. Zesílení signálu dochází kvůli tomu, že receptor aktivuje několik Gs. Nicméně, každý Gs aktivuje pouze jednu adenylátcyklázu.